# کلیسای سارگیس مقدس، آشتاراک
کلیسای سارگیس مقدس (ارمنی: Սուրբ Սարգիս եկեղեցի; انگلیسی: Saint Sarkis Church) یک کلیسا حواری ارمنی واقع در آشتاراک، در استان آراگاتسوتن، ارمنستان می‌باشد. ساخت و ساز این ساختمان سده ۱۷ام میلادی؛ به پایان رسید. این بنا به سبک معماری ارمنی طراحی شده‌است.

## نگارخانه

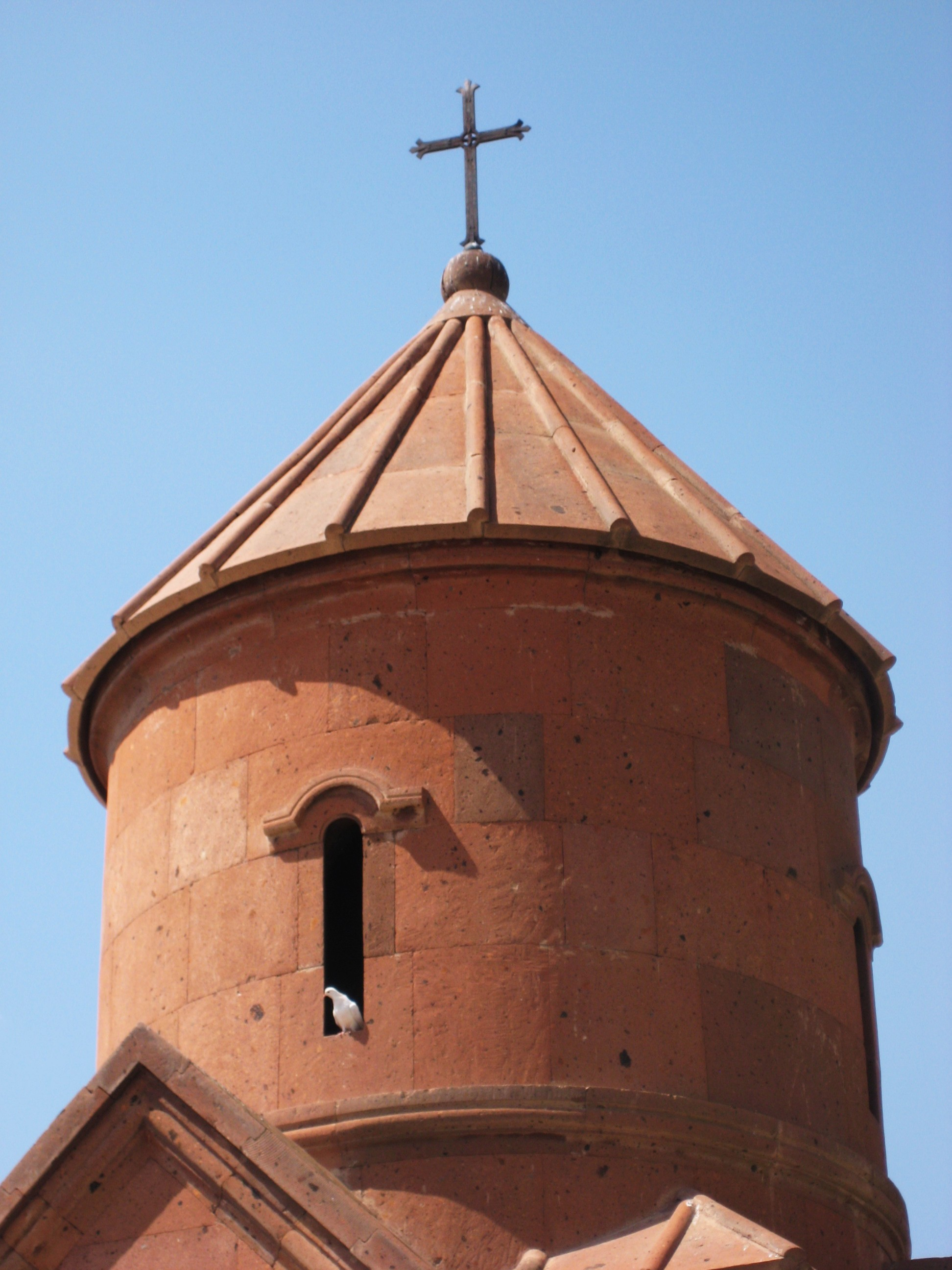
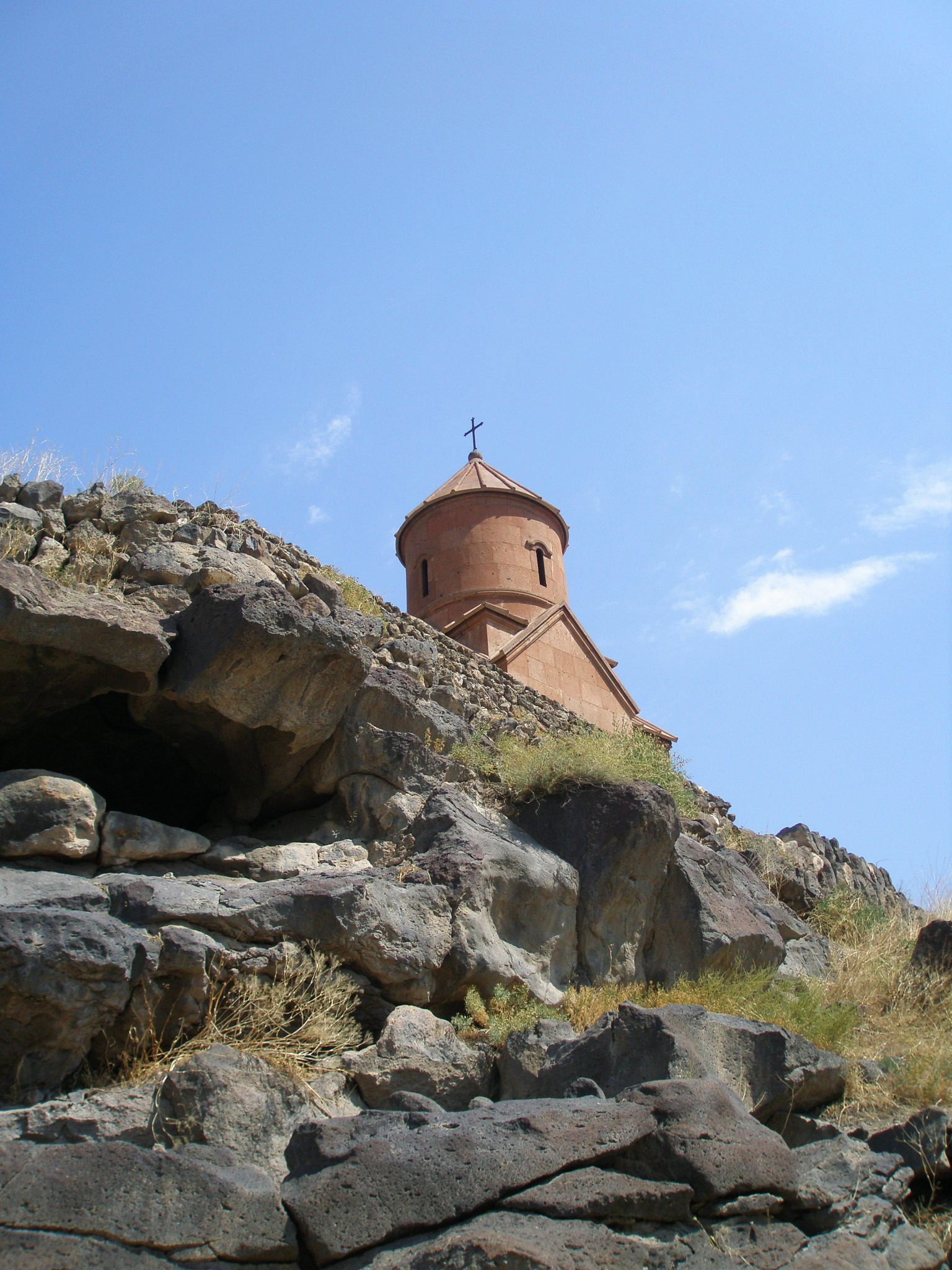